# Striesener Friedhof

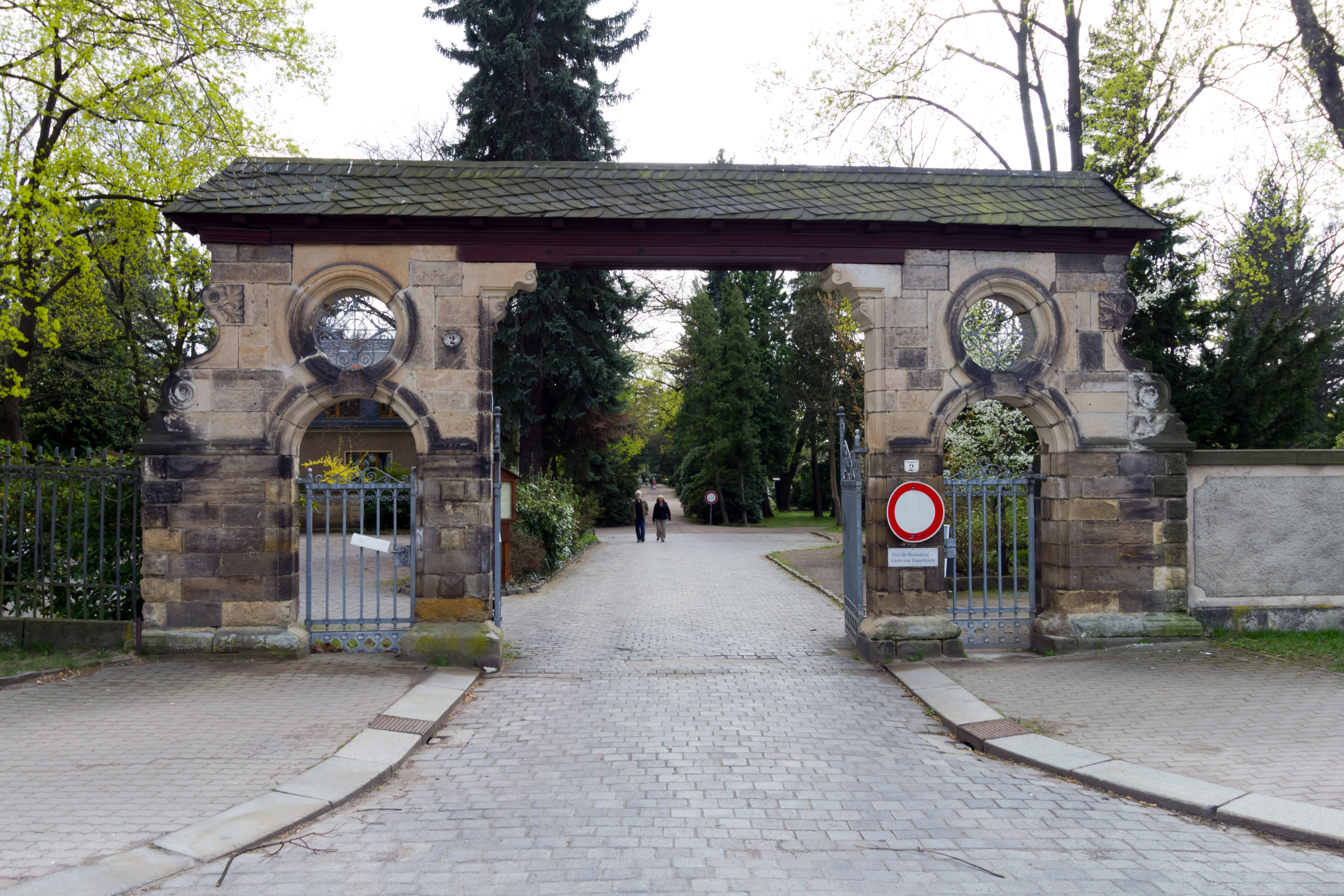
Friedhofstor des Striesener Friedhofs

Der Striesener Friedhof ist eine Begräbnisstätte in Dresden. Als Gemeindefriedhof für den damaligen Dresdner Vorort Striesen auf freier Flur angelegt, ist er inzwischen von städtischer Bebauung umgeben und steht als Sachgesamtheit unter Denkmalschutz.

## Lage
Der Striesener Friedhof befindet sich auf der Gottleubaer Straße in Dresden. Ursprünglich wurde er außerhalb der bebauten Flächen Striesens angelegt. Heute ist er teilweise von Wohnbauten, aber auch von Kleingartenanlagen umgeben. Auf dem Gelände des Friedhofs liegt eine Friedhofsgärtnerei. Entlang der östlichen Friedhofsmauer fließt der Blasewitz-Grunaer Landgraben. Unweit des Friedhofs befinden sich die ehemalige Zigarettenfabrik Jasmatzi (bis 2019 f6 Cigarettenfabrik Dresden) und das Pentacon-Gebäude.

## Geschichte
Die Landgemeinde Striesen gehörte zunächst zur Parochie der Dresdner Kreuzkirche. Bestattungen fanden auf dem Trinitatisfriedhof statt. Im Dezember 1880 wurde Striesen aus der Parochie ausgepfarrt und damit selbstständig. Im folgenden Jahr begannen Verhandlungen, in Striesen einen eigenen Friedhof anzulegen. Nachdem das bereits in den 1870er-Jahren favorisierte Grundstück von Rhododendronzüchter Hermann Seidel erworben worden war (der heutige Hermann-Seidel-Park), wurde der Friedhof im Bereich der heutigen Gottleubaer Straße nach Plänen des Architekten Gotthilf Ludwig Möckel angelegt und durch die Firma Ernst Wachs ausgeführt. Der Striesener Friedhof wurde am 16. Juli 1883 eingeweiht, die erste Bestattung fand jedoch vermutlich erst vier Monate später statt. Im gleichen Jahr wurde anlässlich Martin Luthers 400. Geburtstag am 10. November die Lutherlinde gepflanzt.
Die Friedhofskapelle stammt wie die Anlage selbst von Gotthilf Ludwig Möckel. Sie wurde bis 1883 im Stil der Neuromanik in Sandstein errichtet und hat über dem Portal ein Relief mit der Darstellung der Beweinung Christi. Es wird von den Darstellungen von Adam und Eva flankiert, am Rundbogen seitlich sind Gabriel und Michael zu sehen. In der Kapelle, die einen hohen Turm mit der am 14. April 1892 geweihten Glocke hatte, fanden 14-täglich Gottesdienste statt. Möckel errichtete zudem eine Totenbettmeisterwohnung mit zugehörigen Anbauten. Die Friedhofsanlage wurde aufgrund des raschen Bevölkerungswachstums Striesens erstmals um 1900 erweitert. In den 1930er-Jahren mussten zudem Verwaltungsgebäude und Leichenhalle ausgebaut werden.
Am 13. Februar 1945 wurden Teile des Friedhofs, darunter die Friedhofsbauten, bei der Bombardierung Dresdens zerstört. Die Friedhofsverwaltung arbeitete zunächst in Provisorien weiter und zog 1949 in die wiedererrichtete Aufbahrungshalle. Der Wiederaufbau der Friedhofskapelle begann 1952 und war mit der Wiedereinweihung am 10. Juni 1956 beendet. Dabei wurde auf die Wiederherstellung des Turms verzichtet. Die Kapelle erhielt stattdessen eine 2,5 Meter hohe Glockenstube, die vom Architekten Burckhardt entworfen worden war. Seit 1962 wird der Kapelleneingang von Statuen der vier Evangelisten Johannes, Lukas, Markus und Matthäus flankiert, die möglicherweise von Rudolph Hölbe stammen. Sie gehörten zur Dresdner Erlöserkirche, deren Ruine bis 1962 abgetragen wurde. Weitere Friedhofsgebäude wurden bis in die 1960er-Jahre wiedererrichtet.
Der Striesener Friedhof wurde in den 1950er-Jahren letztmals erweitert und hat eine Größe von 5,95 Hektar. Neben Erdbestattungen erfolgen auch Urnenbestattungen. Die Rechtsträger des Friedhofs sind die Evangelisch-Lutherische Kirchgemeinde Dresden-Blasewitz und die Evangelisch-Lutherische Kirchgemeinde Johannes-Kreuz-Lukas Dresden.

## Persönlichkeiten

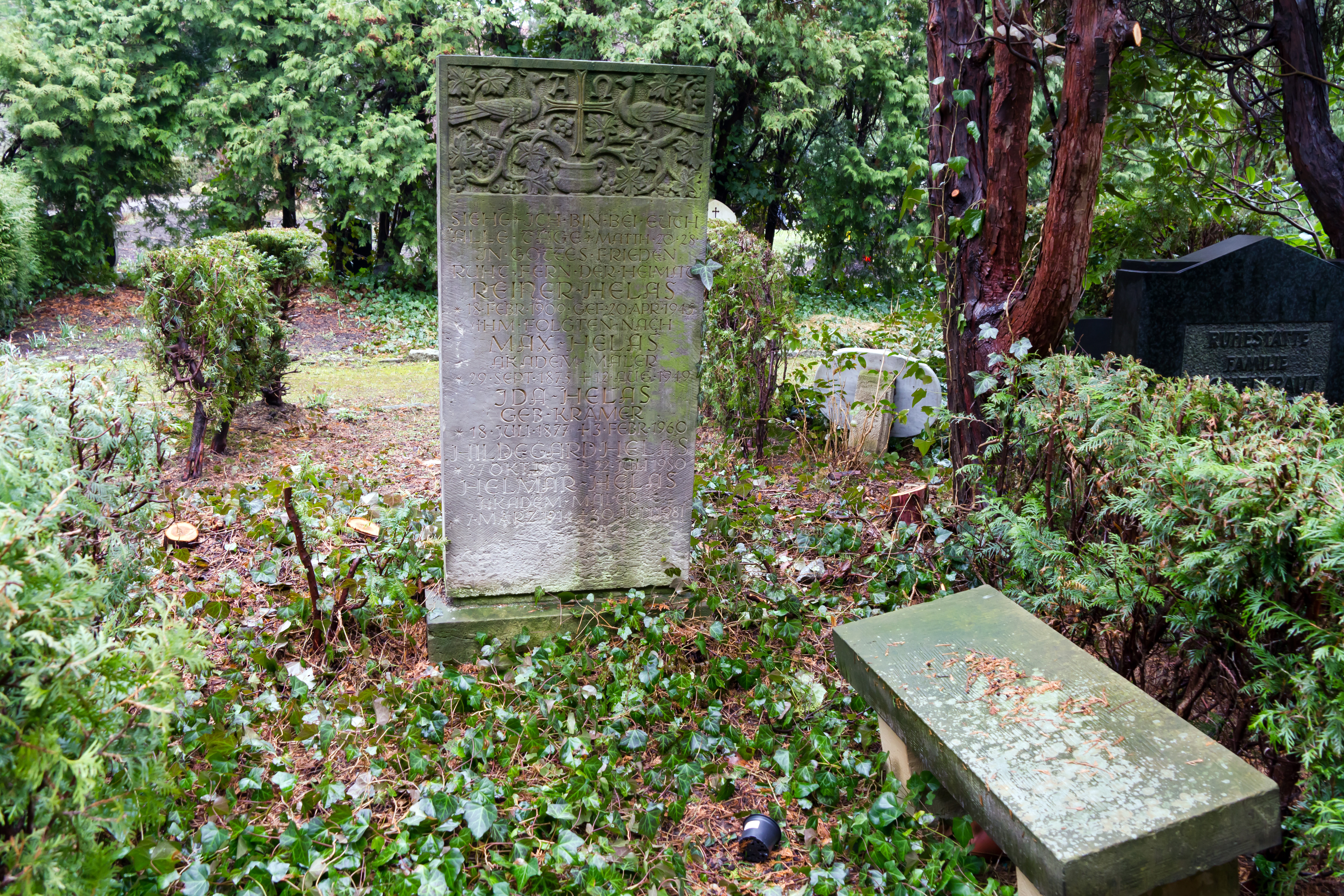
Grab von Helmar und Max Helas

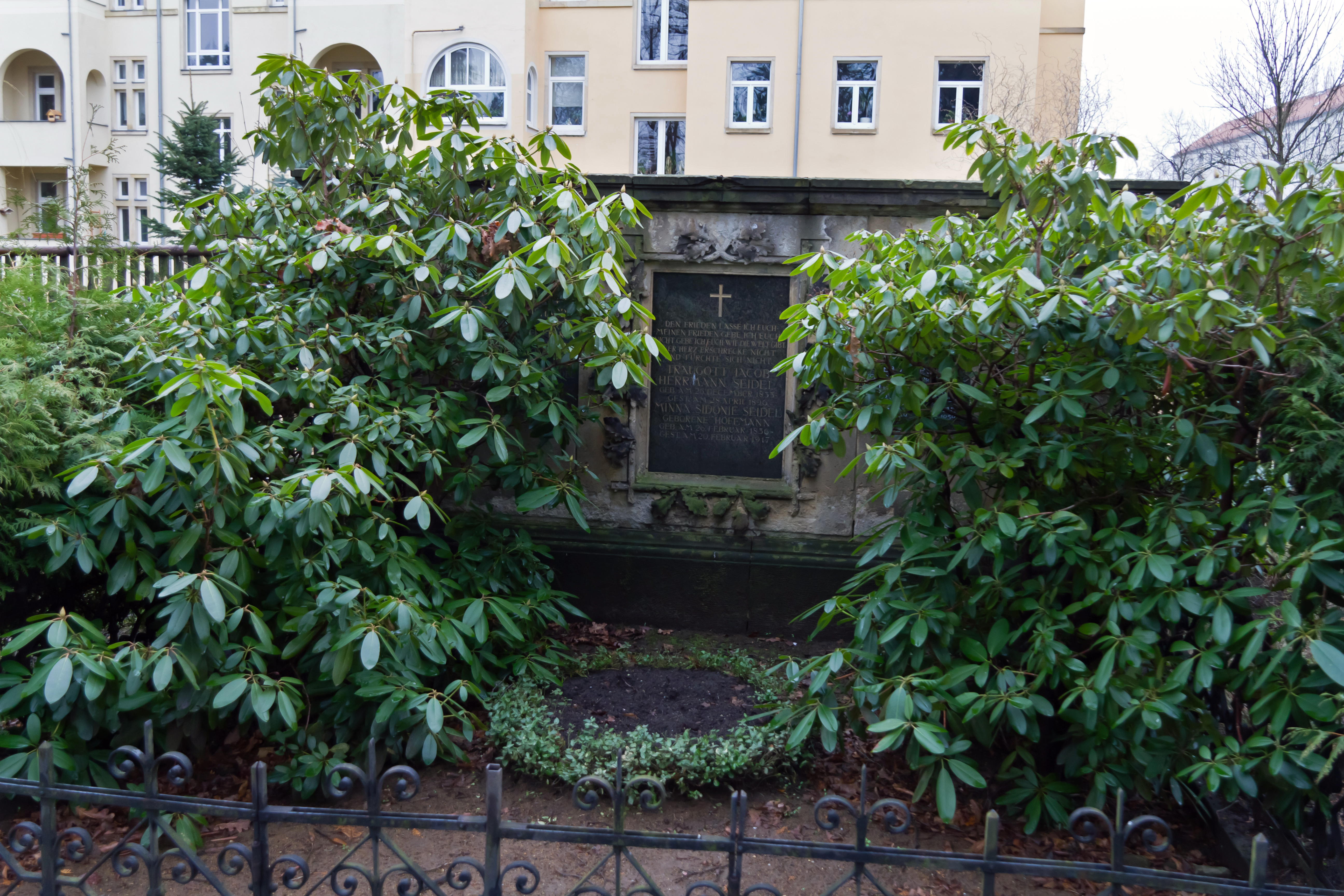
Grab von Hermann Seidel

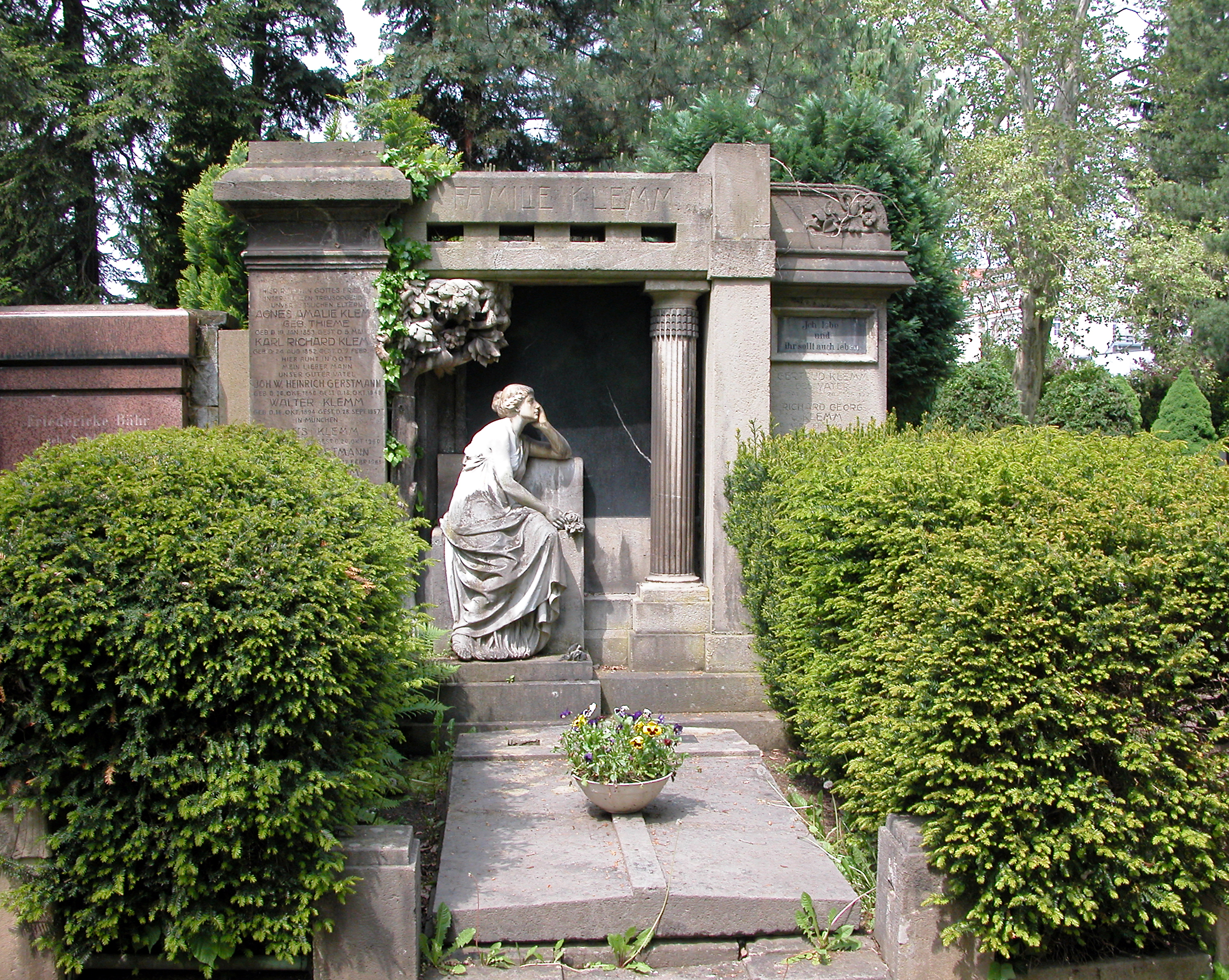
Grab von Richard Klemm

Auf dem Striesener Friedhof wurden einige bekannte Persönlichkeiten beigesetzt:
- Wilhelm Christian Crecelius (1898–1979), Ernährungsphysiologe
- Peter Fanger (1946–2020), Dirigent
- Rudolf Forberger (1910–1997), Wirtschaftshistoriker
- Helmar Helas (1914–1981), Glasmaler
- Max Helas (1875–1949), Kunstmaler
- Volker Helas (1942–2022), Kunsthistoriker
- Rudolph Hölbe (1848–1926), Bildhauer
- Rolf Kleinert (1911–1975), Dirigent
- Richard Klemm (1852–1916), Porzellanmaler und Begründer des Dresdner Stils
- Siegfried Koch (1929–1978), Kernphysiker
- Richard Krautwald, Maschinenfabrikant
- Nikolaus Joachim Lehmann (1921–1998), Informatiker
- Detlef Merbd (1948–2019), Schriftsteller
- Roland Möller (1935–2017), Restaurator und Denkmalpfleger
- Dieter Netzband (1935–1990), Mess- und Automatisierungstechniker
- Karl Nitsche (1908–1970), Professor für Landmaschinen
- Friedrich Pappermann (1909–1995), Kunstsammler
- Harald Perner (1927–2001), Textiltechniker
- Willy Petzold (1885–1978), Maler
- Werner Pietschmann (1931–2003), Jockey und Trainer im Galopprennsport
- Hermann Reinschmidt (1829–1886), Direktor der Elbdampfschifffahrtsgesellschaft
- Felix Renker (1867–1935), Schriftsteller
- Horst Schlossar (1903–1964), Maler und Zeichner
- Hermann Seidel (1833–1896), Pflanzenzüchter, Kunst- und Handelsgärtner
- Werner Sieber (1933–1995), Ökonom
- Weslau Werschner (1940–2010), Kammersänger
- Franz Zeibig (1860–1902), Fotograf
- Walter Zeibig (1882–1929), Lichtbildner
- Joachim Zschocke (1928–2003), Schauspieler